# Kanton Quintin
Der Kanton Quintin war bis 2015 ein französischer Wahlkreis im Arrondissement Saint-Brieuc, im Département Côtes-d’Armor und in der Region Bretagne; sein Hauptort war Quintin. Letzter Vertreter im Generalrat des Départements war von 2001 bis 2015 Marc Le Fur (UMP).

## Gemeinden
| Gemeinde       | Bretonisch     | Einwohner (2022) | Fläche (km²) | Code postal | Code Insee |
| -------------- | -------------- | ---------------- | ------------ | ----------- | ---------- |
| Le Fœil        | Ar Fouilh      | 1.382            | 20.54        | 22800       | 22059      |
| Le Leslay      | Al Leslae      | 154              | 5.01         | 22800       | 22126      |
| Plaine-Haute   | Plenaod        | 1.705            | 15.29        | 22800       | 22170      |
| Quintin        | Kintin         | 2.743            | 3.12         | 22800       | 22262      |
| Saint-Bihy     | Sant-Bic'hi    | 261              | 8.22         | 22800       | 22276      |
| Saint-Brandan  | Sant-Vedan     | 2.285            | 25.16        | 22800       | 22277      |
| Saint-Gildas   | Sant-Weltaz    | 242              | 15.54        | 22800       | 22291      |
| Le Vieux-Bourg | Bourc'h Kintin | 760              | 25.13        | 22800       | 22386      |

## Bevölkerungsentwicklung
| 1962 | 1968 | 1975 | 1982 | 1990 | 1999 | 2006 | 2012 |
| ---- | ---- | ---- | ---- | ---- | ---- | ---- | ---- |
| 7938 | 7787 | 7874 | 8318 | 8220 | 8365 | 8833 | 9642 |